# Wang Yaping
Wang Yaping, född i Yantai i Shandong-provinsen, är en kinesisk astronaut inom Shenzhouprogrammet. Vid hennes flygning med Shenzhou 10, 2013 blev hon Kinas andra kvinnliga astronaut.
Den 15 oktober 2021 påbörjade hon sin andra rymdfärd. Under flygningen gjorde hon en rymdpromenad.